# Tibetische Musik

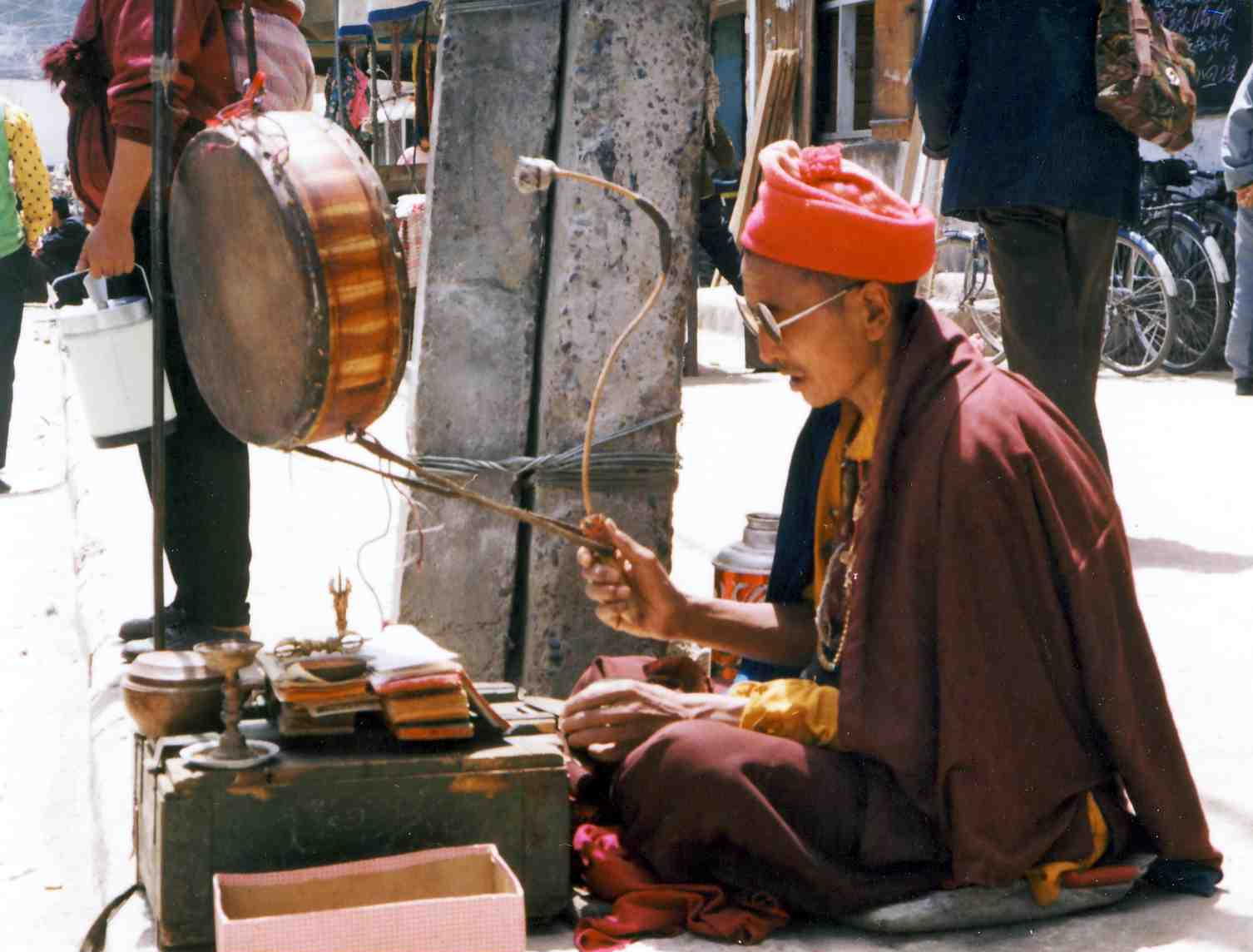
Wandernder Bettelmönch in Lhasa mit der Doppelfelltrommel rnga, die mit einem gebogenen Holzstab geschlagen wird

Tibetische Musik ist die in der Tradition der Religion und Alltagskultur Tibets stehende Musik, so wie sie von Tibetern im Autonomen Gebiet Tibet, den angrenzenden Nachbarländern Nepal, Bhutan und Nordindien und Exiltibetern in Übersee hervorgebracht wird. Die traditionelle tibetische Musik lässt sich grundsätzlich in gesungene Volksmusik und die zum Tempeldienst der Lamas gehörende tibetisch-buddhistische Kultmusik einteilen.

## Volksmusik

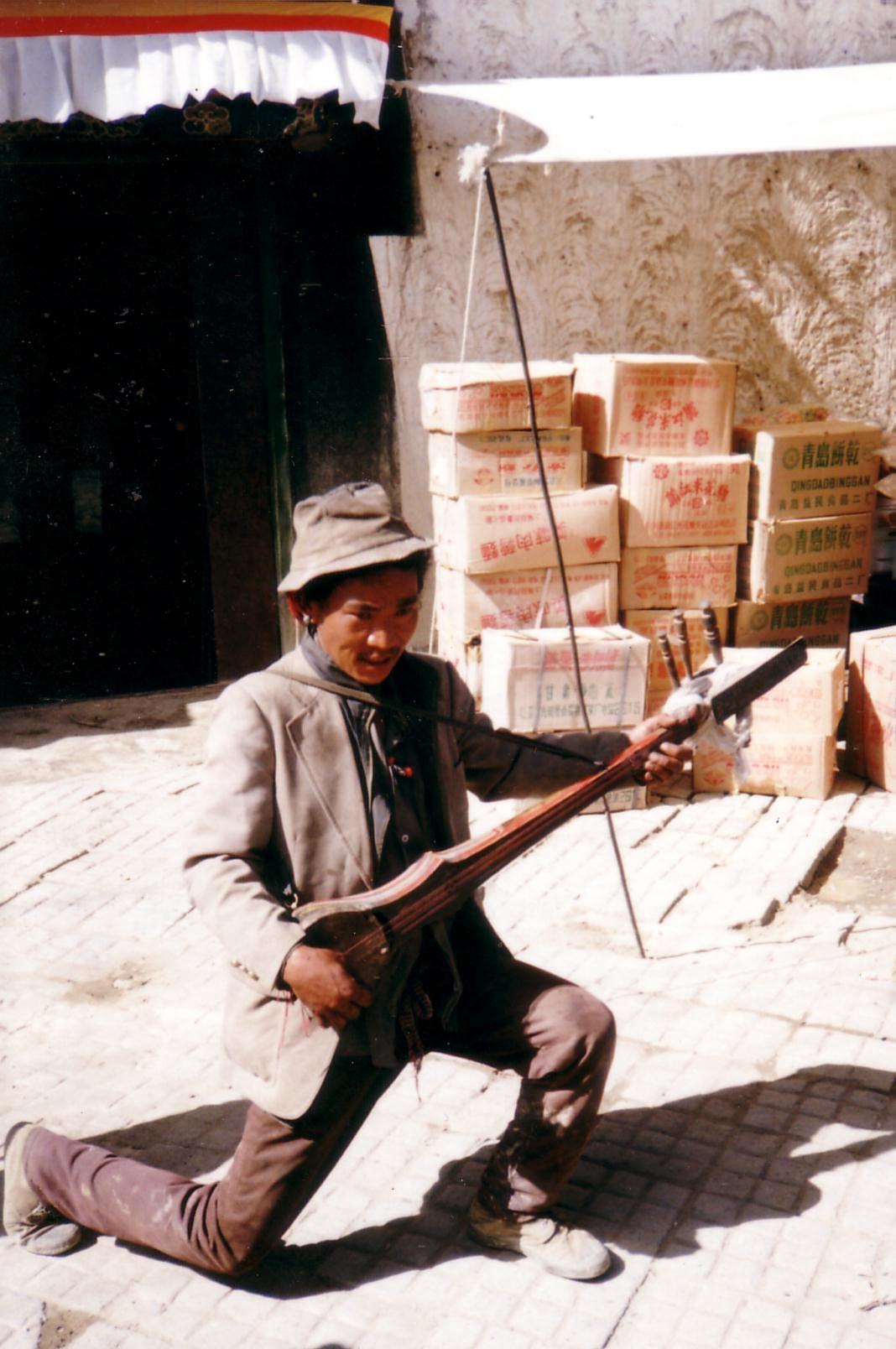
Straßenmusiker mit der dreisaitige gezupften Langhalslaute sgra-snyan

Die Volkslieder werden häufig in anhemitonischer (halbtonloser) Pentatonik gesungen und sind, wie die Hirtenlieder, teilweise freirhythmisch. Bei den Hirten werden Liebeslieder gern als improvisierter Dialog zwischen männlicher und weiblicher Stimme aufgeführt. In Westtibet ist bei Tanzliedern der Wechselgesang glu-gar bekannt. Glu ist der allgemeine Begriff für Lieder: chang-glu sind Trinklieder, chos-glu religiöse Lieder, glu-gsags üben politische Kritik und Heiratslieder heißen bag-ston glu. Eine Heirat wird in Tibet als soziales Ereignis und nicht als religiöses Ritual verstanden. Bei der aufwendigen traditionellen Hochzeitszeremonie muss der Bräutigam Rätselfragen (nyo-pa´i glu) beantworten, bevor er in das Haus der Braut eintreten darf. Diese stellen ebenso wie rituelle Lieder mit kosmogonischen Inhalten, mit denen Tänze begleitet werden, Wechselgesänge zwischen jungen Männern und Frauen dar. Bei der Feldarbeit und anderen gemeinsamen Tätigkeiten gesungene Arbeitslieder (t’ong-skad) werden von zwei Sängern oder von einem Vorsänger mit Chorbegleitung kurze Melodiephrasen einförmig wiederholt. In Westtibet und Ladakh halten dabei die Sänger den Grundton als Bordun bis zum Beginn der nächsten Melodiephrase.
Zentrales Thema der langen epischen Gesänge ohne instrumentale Begleitung ist der sagenhafte tibetische König Gesar. Das vermutlich in Osttibet in der älteren Version entstandene Nationalepos kannte noch keinen Buddha, in der im 8. Jahrhundert entstandenen jüngeren Version kämpfen Anhänger der alten tibetischen Bön-Religion gegen den sich ausbreitenden Buddhismus. Gesar wird dabei zum Helden, dem die Aufgabe zukommt, die von allen Seiten von Feinden umgebenen Tibeter zu erretten. Die auch in der Mongolei tradierten Liederzyklen werden von Männern und gelegentlich Frauen in privatem Rahmen bei Feiern gesungen. Bei magisch-rituellen Veranstaltungen treten spezielle Gesar-Barden (tib. sgrung-pa), die Bewahrer der Liedtradition auf und versetzen sich bei ihrem Vortrag in Trance. Wiederum wird der Ablauf in Form von Frage und Antwort vorangebracht. Der Barde wird zu einem Medium, durch das die Götter und Helden des Epos sprechen, er gelangt zu ihnen auf seinem Reittier, das durch kurze, rta („Pferd“) genannte Melodieteile angedeutet wird. Die Erzählung selbst wird in schnellem Tempo in Prosaform vermittelt. Die tibetische Tradition der Gesar-Gesänge wird außer in dem Autonomen Gebiet Tibet auch in den Provinzen Qinghai, Sichuan und Yunnan sowie in Ladakh (Indien) und Baltistan (Pakistan) gepflegt.
Zu den Volksmusikinstrumenten gehören eine drei-, vier- oder sechssaitige Geige mit Pferde- oder Drachenkopf und langem Hals (sgra-snyan oder k’o-pong), die in kleinen Ensembles und von wandernden Bettelmusikanten gespielt wird, das chinesische Hackbrett yangqin (yang-ch’in oder rgyud-mang), verschiedene Schnabelflöten (gling-bu) aus Bambus und in Osttibet Bambusmaultrommeln (k'a-pi). Mit diesen Instrumenten werden auch die beiden jahrhundertealten Tanzmusikstile Nangma und Toeshey aufgeführt. Kleine Instrumentalensembles in den Städten bestehen aus der sgra-snyan, der zweisaitigen Röhrenspießgeige piwang (der chiwang in Bhutan entsprechend), dem Hackbrett yang-ch’in und der Flöte glin-bu.

## Tibetische Oper

### Ache lhamo

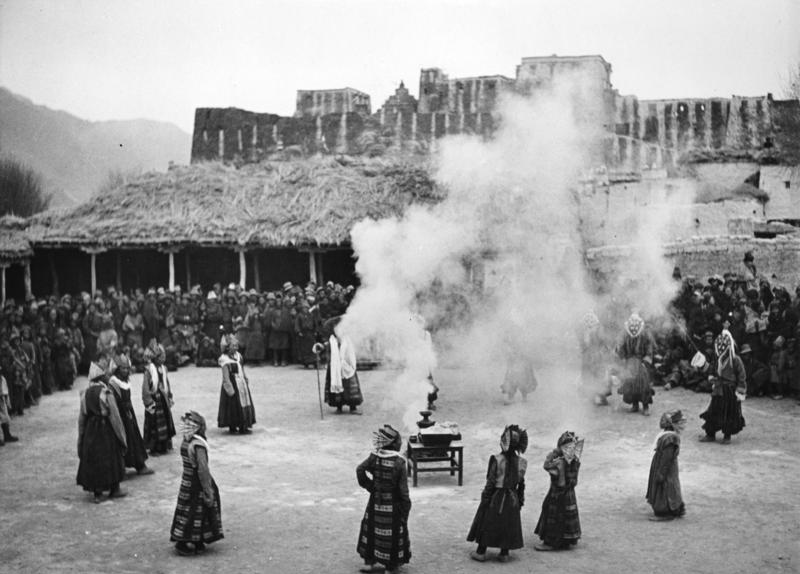
Ache lhamo vor dem Gonggar Dzong in der Nähe des Klosters Gongkar Chöde, 1938

Ache lhamo (auch a lce lha mo, wobei lhamo mit „weibliche Gottheit“ übersetzt wird) ist ein operettenhaftes, heute säkulares Volkstheater mit Maskenkostümen, das ursprünglich Inhalte des tibetischen Buddhismus, des Bön-Glaubens und der Geschichte Tibets auf unterhaltsame Weise vermitteln sollte. Es wurde vom tibetischen Heiligen Thangtong Gyalpo (um 1385–1464) in der ersten Hälfte des 15. Jahrhunderts gegründet. Er ließ zahlreiche Eisenketten-Hängebrücken über Flüsse bauen und sammelte dafür Spenden durch Theaterspielaufführungen, die beim Publikum beliebt waren, da in ihnen sieben hübsche Mädchen als Sängerinnen auftraten. Der Ursprung des ache lhamo soll bei buddhistischen Geschichtenerzählern (lama mani) liegen und mindestens bis ins 12. Jahrhundert zurückreichen. Die lama mani zeigten mit Stöcken auf Stoffbilder, während sie populäre Geschichten aus den jatakas, den belehrenden Erzählungen aus dem Leben Buddhas, vortrugen. Noch heute bauen wandernde lama mani provisorische Altarbühnen im Freien auf, an deren Rückwand sie große Rollbilder (Thangkas) aufhängen. Thangtong Gyalpo wird das Verdienst zugeschrieben, die Geschichten auf verschiedene Rollen verteilt und dadurch dramatisiert zu haben. Dieselben religiösen Themen gehören zur Tradition wandernder Bänkelsänger (ma-ṇi-pa), die nebenher mit Thangkas hantieren. Bildrollenerzähler sind eine alte indische Tradition, die unter anderem noch von den Patua in Westbengalen praktiziert wird. Die heutigen Darstellungsformen der tibetischen Oper gehen auf den 5. Dalai Lama, Ngawang Lobsang Gyatsho (1617–1682) zurück. Zu seiner Zeit befreite sich die Oper vom religiösen Kult und wurde zu einem eigenständigen Ausdrucksmittel.
Die ache lhamo-Vorstellungen beginnen mit der symbolischen Reinigung des Aufführungsortes, gefolgt vom Ritual zur Besänftigung der Erde, bis die singenden Mädchen auf die Bühne treten, worauf ein Erzähler (shung shangken) den weiteren Fortgang der Handlung erklärt. Die Hauptdarsteller – darunter die Jäger (ongpa, ngon-pas), alten Männer (König, gyallu) und Himmelsgottheiten (lhamo) – singen in einem schnellen, rezitativen Stil (tib.: rnam-thar), die übrigen Teilnehmer wiederholen die Verse im Chor oder fassen sie in einem Refrain zusammen, wodurch sich ein Echo-Effekt ergibt. Die Melodien können bestimmte emotionale Zustände zum Ausdruck bringen; manche Melodiefolgen bedeuten Zorn, andere Freude und wiederum andere gehören zur Stimme eines Erzählers. Die Akteure werden von Trommeln und Becken begleitet, die wilder schlagen, wenn ein Bösewicht die Szene betritt. Der gewöhnliche Fortgang der Handlung wird mit gleichmäßigen Trommel- oder Beckenschlägen rhythmisiert. Die Schläge akzentuieren die Bewegungen der Tänzer, die mit einer Serie von Drehungen um die eigene Achse entlang einer Kreuslinie den Höhepunkt erreichen. Die Charaktere sind teilweise maskiert, ansonsten geben sie sich durch Pantomime und bestimmte Handbewegungen zu erkennen.
In vielen Aufführungen kommt ein weibliches Wesen vor, das auf einem Flug in den Himmel verschwindet. Dargestellt wird dies durch einen männlichen Darsteller, der von einem Stuhl springt und dabei mit einem weißen Tuch wedelt. Möglicherweise basiert die Szene auf der symbolischen Darstellung eines Schamanenflugs in die jenseitige Welt. Eine ähnliche Figur stellt im südthailändischen Tanzdrama manora eine Vogelfrau dar, die von einem Clown eingefangen wird, aber später in ihr himmlisches Geisterreich entfliehen kann. Die Grundstruktur ist beidesmal ein weibliches tanzendes Medium, dessen Trance von einem männlichen Schamanen gelenkt wird, der zugleich als Clown das Publikum unterhält.

### Namthar
Ein ebenfalls sehr populärer Stil der tibetischen Oper heißt namthar (rnam-thar, „Legende“), auch „Amdo-Oper“, nach der Kulturregion Amdo. Namthar wurde im 18. Jahrhundert im Kloster Labrang in der Provinz Gansu entwickelt. Anfänglich war namthar von den Liedern und Tänzen in den tibetischen Tempeln und von Motiven des ache lhamo beeinflusst. Von dort wurde die Geschichte des Jägers Kongpo Dorje übernommen, die neben den Legenden um Milarepa Lieder und Volkstänze enthält. 1944, während der Amtszeit der fünften Jamyang, entstand am Kloster Labrang eine Oper über das Leben des tibetischen Königs Songtsen Gampo im 7. Jahrhundert. Zunächst führten die Mönche des Klosters die Oper auf, wo sie bei den versammelten Gläubigen beliebt wurde.
Später verbreitete sich namthar in den Gebieten Gansu, Qinghai und im Norden von Sichuan. Es gibt keine als Suite festgelegte musikalische Ordnung, die Volkslieder und Tänze werden nach den Erfordernissen der Handlung eingebaut. 10 bis 20 bekannte Melodien, die mehr oder weniger rhythmisch strukturiert sind und sich in ihrem Gefühlsgehalt unterscheiden, kommen zum Einsatz. Das Begleitorchester besteht aus der Bambusflöte shiao, dem Hackbrett yang chin, der Stachelfidel biwang sowie mehreren Trommeln und Becken. Die Lieder und Instrumentalstücke sind wie in der Volksmusik überwiegend pentatonisch, nur einige ungewöhnliche Melodien basieren auf einer hexatonischen Skala.
Die tibetische Oper als Gesamtheit wurde von der UNESCO 2009 in die Liste des Immateriellen Weltkulturerbes aufgenommen.

## Kultmusik

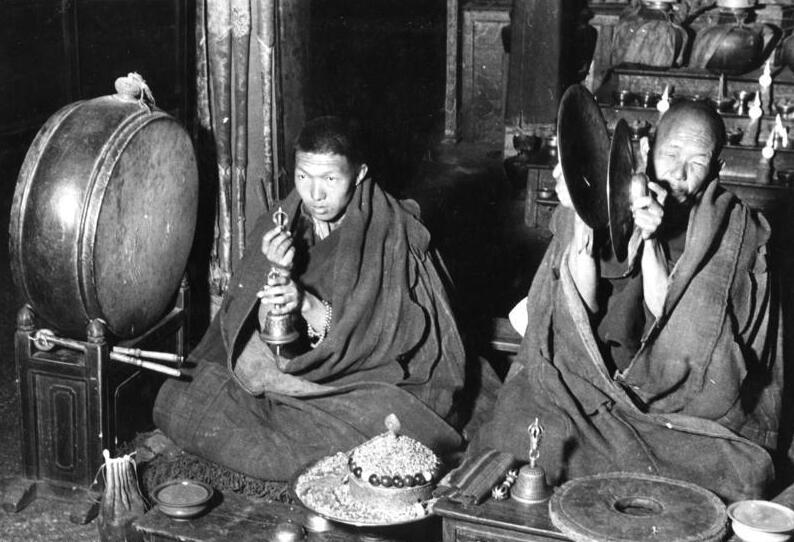
Kultmusik mit Trommel nga, Stielhandglocke dril-bu und Paarbecken sil-sngan. Lhasa 1938

Die tibetische Kultmusik ist unverzichtbarer Bestandteil der komplizierten täglichen Rituale (cho-ga) in den Tempeln und Klöstern, die von den Mönchen über viele Jahre den Klosterschülern beigebracht werden. Musik ist aus keiner Zeremonie wegzudenken, deren Ziel stets die Einsicht in eine tiefer liegende absolute Wirklichkeit ist.
Der buddhistische Gelehrte Sakya Pandita (1182–1251) schrieb die bis heute einzige umfangreiche Abhandlung über das theoretische Konzept der tibetischen Kultmusik. Das Lehrbuch mit dem Titel rol-mo'i bstan-bcos umfasst rund 400 Verse, in denen in drei Kapiteln Textrezitationen, Kompositionsprinzipien und die Aufführungspraxis der Gesänge und klösterlichen Rituale dargestellt werden. Zwei weitere Werke von einem Candragomi genannten Gelehrten, der um 1375 geboren wurde, beschreiben die Durchführung der Rituale und die Spielweise der dazu verwendeten Schlaginstrumente. Zu den Texten der beiden Autoren gibt es einen Kommentar von Kunga Sonam aus dem 17. Jahrhundert.
Als Gedächtnisstütze kennt die tibetische religiöse Musik als einzige in Zentralasien eine Notation für den liturgischen Gesang in Form von Neumen (dByangs-yig, andere Schreibung yang-yig). Diese Zeichenschrift hält in Linien die Melodiebewegung fest, bestimmte Symbole stehen für Lautstärke, Tempo und den Einsatz der Musikinstrumente. Rote und schwarze Ziffern markieren Trommel- und Beckenschläge. Der Liedtext wird klein daruntergeschrieben, dennoch erfolgt der Vortrag in tibetischer Sprache üblicherweise aus dem Gedächtnis. In der vokalen Kultmusik wird zwischen Solo-Rezitation und tiefen Chorstimmen unterschieden, die bei zwei oder drei Mönchen mit einem oder bei einer größeren Zahl von Teilnehmern mit wenigen Tönen innerhalb einer Terz oder Quarte auskommen. Der Gesang kann freirhythmisch erfolgen oder durch Trommeln (nga) und Paarbecken strukturiert werden. Die Töne im tiefsten Bass-Register werden abbildhaft als Ausdruck von gedanklicher Tiefe und Zeitlosigkeit aufgefasst.
Der musikalische Ablauf der unterschiedlichen Rituale besteht aus dem Gesangsvortrag in einer einfachen (syllabischen) Melodieform (rta) oder der Textrezitation (zal-'don) und häufigen Unterbrechungen durch instrumentale Zwischenspiele. Der Vortrag wird durch den Gesangsmeister (dbu-mdzad) geleitet. Er stimmt einzelne Gesangssilben an, die den Mönchen mit ihrem Unisono-Gesang als Einstieg dienen. An verschiedenen Stellen der Tempelhalle sind Gruppen von Instrumentalisten positioniert, die oft ohne ein ausgewogenes Zusammenspiel zu erstreben, einen getragenen und manchmal chaotischen Gesamtklang erzeugen. Es kommt beim Spiel der einzelnen Instrumente nicht auf das musikalische Ergebnis, sondern auf die religiöse oder magische Symbolik an, die ihr Einsatz beinhaltet. Jedes Musikinstrument repräsentiert ein bestimmtes Mantra oder Töne im menschlichen Körper und darf nur für den Kontakt mit den entsprechenden Gottheiten eingesetzt werden. Bei einer typischen Aufführung sitzen sich die Mitglieder des Instrumentalensembles gemäß ihrer Hierarchie im Versammlungssaal des Klosters üblicherweise in zwei Reihen im rechten Winkel vor dem in der Mitte stehenden Altar gegenüber. Das geistliche Oberhaupt nimmt in der Nähe des Altars Platz.
Ein besonderer Gesangsstil sind die in den 1970er Jahren im westlichen Kulturkreis bekannt gewordenen polyphonen Gesänge der Mönche des Tantra-Colleges von Gyütö, das zu einem Kloster des Gelug-Ordens gehört. Der Gesang geht der Überlieferung nach auf den Mönch Tsongkhapa im 15. Jahrhundert zurück, dessen Lehrtradition seither in dem 1474 in Tibet gegründeten Kloster gepflegt wird. 1959 flohen die Mönche ins indische Exil, nach mehrfachen Ortswechseln befindet sich der Hauptsitz nahe Dharamsala im nordindischen Bundesstaat Himachal Pradesh. Bei der 1972 für eine amerikanische Schallplattenproduktion aufgezeichneten Zeremonie, die im Gesamten über sieben Stunden dauert, trugen 40 Mönche den Text in einem Obertongesangstil vor, bei dem über einem gleichbleibenden Basston ein zwei Oktaven und eine Terz höherer Ton erklingt.

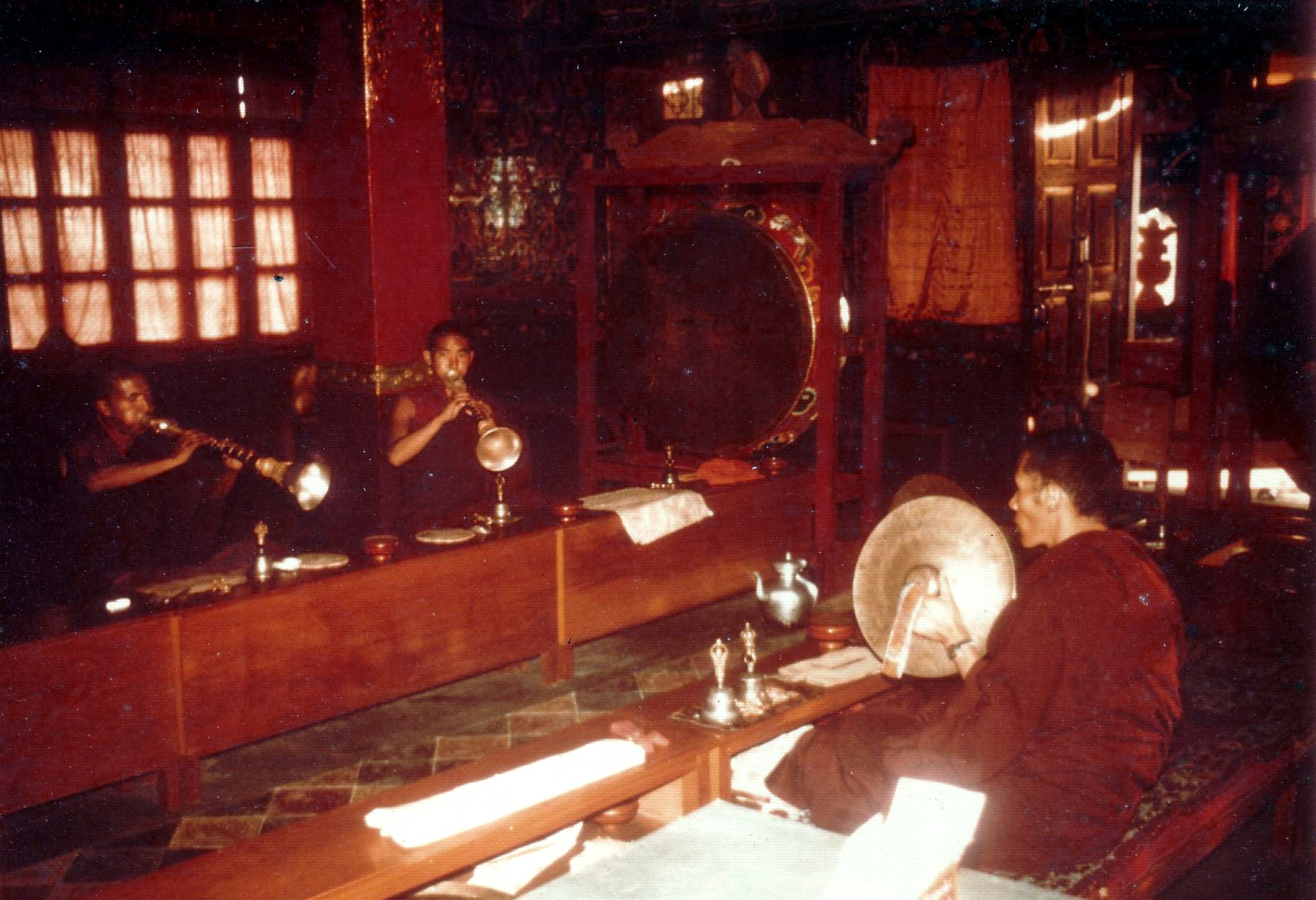
Blasinstrumente wie die rGya-gling werden immer paarweise gespielt. Rechts das große gebuckelte Becken rol-mo, in der Mitte die Doppelfelltrommel rnga in einem Holzrahmen. Auf dem Tisch zwei Stielhandglocken dril-bu. Tibetische Mönche beim Stupa von Bodnath im Nepal

In der Klassifikation der tibetischen Musikinstrumente werden die im Kult verwendeten Musikinstrumente in drei Gruppen eingeteilt: „geschlagene“, „geblasene“ und „geschwungene“ Instrumente. Zu den (geschlagenen) Idiophonen, die durchwegs aus Metall bestehen, zählen große Paarbecken (rol-mo) aus Messing, die horizontal an einem Lederband gehalten und vertikal paarweise aneinandergeschlagen werden. Sie haben einen leicht gewölbten Rand und produzieren einen dunklen, langanhaltenden Ton. Rol-mo werden als Taktgeber bei rhythmischen Gesängen und im Orchester verwendet.
Flache, ebenfalls paarweise verwendete Becken in senkrechter Spielhaltung heißen sil-sngan (sil-snyan). Die buddhistische Stielhandglocke dril-bu (Sanskrit ghanta) aus Bronze mit einem Eisenklöppel verkörpert mit ihrem hohen scharfen Klang das weibliche Prinzip und die „umfassende Weisheit“ (skt. prajna, tib. shes-rab) und „Leerheit“ (skt. shunyata, tib. stong-pa). Zur Glocke gehört als Griff das männliche Gegenstück, der Donnerkeil vajra (tib. rdo-rje tse-dgu). 
Die kleinen Handzimbeln ting-shag sind paarweise durch einen Lederstreifen verbundene tellerförmige Becken, die bei der Meditation und bei privaten Opferungen geschlagen, aber nicht in der Kultmusik verwendet werden.
Es gibt zwei Membranophone, die kleine, zweifellige Sanduhrtrommel damaru, die aus Holz, Bronze oder aus menschlichen Hirnschalen hergestellt ist. Die damaru ist eine Klappertrommel, die durch Kügelchen aus Ton an kurzen Schnüren angeschlagen wird und zu den geschwungenen Instrumenten gehört. Das Spiel der damaru aus Schädeln (chang-te´u) ist in Tibet nur bedeutenden geistigen Lehrern und ranghohen Mönchen erlaubt. Eine beidseitig bespannte, große Felltrommel ist die rnga. Sie wird waagrecht in einem hölzernen Rahmengestell aufgehängt und mit einem oder zwei Holzschlegeln gespielt. Andere Exemplare werden mit einem hölzernen Handgriff gehalten und als Stieltrommel (chos-rnga) bezeichnet. Letzteres ist eine zweifellige Rahmentrommel, die mit der von Schamanen in Ostnepal für Heilungsrituale eingesetzten dhyangro verwandt ist. Die Klappertrommel rnga-chung wird während der Rezitation vom Mönch in konstantem Rhythmus geschlagen, um eine Gottheit herbeizurufen und um ihre Aufmerksamkeit zu erhalten. Schädeltrommeln und solche, die mit der Haut eines unnatürlich Gestorbenen bespannt wurden (thod-rnga), sind traditionell für die Anrufung der wilden, furchterregenden Gottheiten vorgeschrieben. Eine einfellige Rahmentrommel ohne Stiel heißt Bon po’i rNga („Trommel des Bon po“). Sie wird als Schamanentrommel bei Bön-Besessenheitsritualen verwendet. Hierfür ist außerdem die nur in Bön-Ritualen verwendete, flach gewölbte Handglocke gshang erforderlich, die mit dem Klöppel nach oben geschüttelt wird.
Knocheninstrumente für die furchterregenden Götter unterscheiden sich von allen anderen Instrumenten dadurch, dass ihr Gebrauch grundsätzlich Mönchen höherer Rangstufen vorbehalten bleibt. Sie finden sich auch unter den Blasinstrumenten. Zu den tibetischen Blasinstrumenten dung gehört die Knochentrompete rkang-dung (auch rkang-gling, aus rkang, „Oberschenkelknochen“ und gling, „Flöte“) aus einem menschlichen Oberschenkelknochen. Sie wird wie alle Blasinstrumente im Orchester paarweise gespielt und kommt im Bdud kyi gcod-yul-Ritual zum Einsatz, ein Angst einflößendes Opferritual, das gemäß der Weisheitslehre des Prajnaparamita zur Einsicht in die Welt als Trugbild verhelfen soll. Häufig benutzen die Mönche alternativ aus Kupfer und Silber gefertigte und aufwendig verzierte Exemplare, die dbang dung genannt werden.

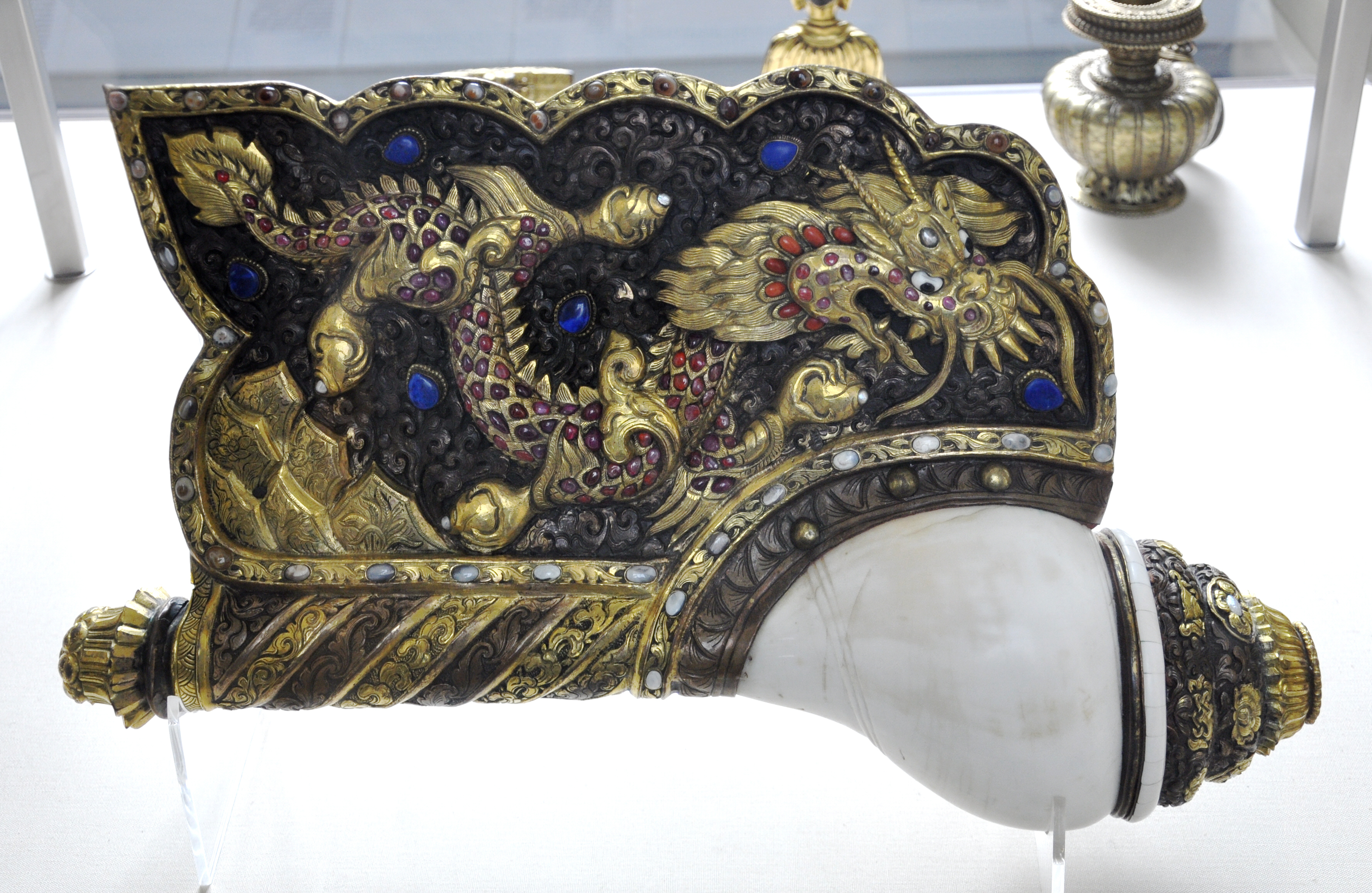
Schneckenhorn (dung kar), 18./19. Jahrhundert. British Museum, London

Das tibetische Schneckenhorn dung-kar besteht aus einem Schneckengehäuse, dessen Spitze abgesägt und mit einem Metallmundstück versehen wurde. Damit kann auf so einfache Weise ein durchdringender Ton erzeugt werden, dass das Instrument den Klosterschülern überlassen wird, die in den hinteren Reihen oder am unteren Ende der Reihe bei den großen Trommeln sitzen.

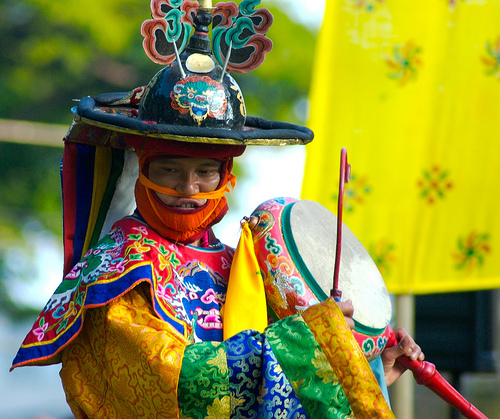
Stieltrommel chos-rnga beim Cham-Maskentanz

Die weiteren Blasinstrumente sind verschieden lange Naturtrompeten aus Metall, deren größte die bis zu 4,5 Meter lange dung-chen ist. Sie wird aus drei konisch zulaufenden geraden Röhren einer Kupferlegierung zusammengesetzt und endet in einem Schalltrichter.
Bei dem Doppelrohrblattinstrument rGya-gling, das zum asiatischen Surnay-Typ gehört und der chinesischen Oboe suona ähnelt, besteht der Korpus aus Holz und hat etwa sieben Grifflöcher. Der Schallbecher und das Mundstück aus Messing oder Kupfer sind aufgesteckt. Die Trommeln und Blasinstrumente werden nicht nur für die Tempelrituale, sondern auch bei Totenriten, den dramatischen ’cham-Maskentänzen beim tibetischen Neujahrsfest und weiteren, die Dämonen vertreibenden Riten gespielt. Die ’cham-Tänze sollen die Zuschauer mit dem Schrecken beim Anblick der Götter und Dämonen im Zustand zwischen Tod und Reinkarnation vertraut machen und böse Geister austreiben. Sie wurden früher als Abschluss von mehrere Wochen dauernden Mandala-Ritualen (dkhyil-chog) durchgeführt. Die Tänzer übernehmen mit ihrer Verkleidung durch Masken und indem sie unter anderem die göttlichen Attribute vajra (Donnerkeil), ghanta (Glocke) und damaru (Sanduhrtrommel) in den Händen tragen die Personalität der vorgeführten Gottheit.

## Tibetische Musik nach 1959
Nach dem Tibetaufstand, verbunden mit der Flucht des Dalai Lama 1959 ins indische Exil, und der chinesischen Kulturrevolution wurde die Ausübung der Klosterrituale in Tibet stark eingeschränkt. Die seither von tibetischen Exilgemeinden, die als Bewahrer der Tradition auftreten, praktizierte traditionelle Musik hat neben ihrer jahrhundertealten religiösen Bedeutung die neue politische Aufgabe, das nationale Selbstbewusstsein der Tibeter zu stärken und die kulturelle Eigenständigkeit gegenüber der als solche empfundenen chinesischen Besatzung ihres Heimatlandes zu demonstrieren. Musik als Teil der tibetischen Kultur ist in die politische Auseinandersetzung um die „Befreiung Tibets“ eingebunden. Die erste, vom Dalai Lama 1959 im indischen Exil eingerichtete Kultureinrichtung war das Tibetan Institute of Performing Arts (TIPA), das durch weltweite Konzerttourneen tibetischer Musiker bald Leitmedium für die „echte“ tibetische Kultur wurde und den Anspruch auf Authentizität erhob. Im Gegenzug rüstete die chinesische Regierung tibetische Musikgruppen für Konzerte und Plattenaufnahmen. Tibetische Kultur war besonders für finanzielle Unterstützer aus den Vereinigten Staaten ein zentraler Aspekt im Meinungsbildungsprozess in der Auseinandersetzung mit der Volksrepublik China geworden, wobei für die Rezeption der tibetischen Musik im Westen die religiöse und für die chinesische Regierung die volkstümliche Musik im Vordergrund stand.
Ein weiterer problematischer Aspekt der westlichen Betrachtung sakraler tibetischer Musik ist ihre Ablösung aus dem magisch-kultischen Zusammenhang und stattdessen ihre Vereinnahmung für eine internationale, an New-Age-Vorstellungen orientierte Musik, die zum Beispiel Klangschalen als tibetisches Musikinstrument ausgibt. Die Zusammenarbeit tibetischer und westlicher Musiker wird als geschichtslose und geografisch nicht mehr zu verortende Weltmusik vermarktet.
Innerhalb Tibets übernimmt die gesungene Poesie (mgur) der säkularen Musik, die seit Alters her mündlich überliefert wurde, eine Rolle als kollektives Gedächtnis. Da die Texte dieser Lieder früher auch die breite Masse der analphabetischen Bevölkerung erreichten, ließen sich so Nachrichten und neue Ideen weit verbreiten. Auch unter den veränderten gesellschaftlichen Verhältnissen bilden Lieder ein demokratisches Mittel der Verständigung, wobei sich die einst buddhistischen Inhalte der mgur-Liedgattung in eher politische Texte verwandelten. Die Tradition der mgur, das kollektive Leiden und Erzählungen von Heldenmut in Liedern zu verarbeiten, scheint innerhalb der heutigen tibetischen Gesellschaft für eine Aktualisierung besonders geeignet. Manche tibetische Lieder haben eine versteckte politische Bedeutung.